# Araucaria schmidii
Espèce
Classification phylogénétique
Statut de conservation UICN

 VU D2 : Vulnérable
Araucaria schmidii est un conifère du genre Araucaria, endémique de Nouvelle-Calédonie.

## Description
- Hauteur 20 à 30 mètres.
- 5 à 7 branches par pseudo-verticilles
- Port colonnaire, cyme tabulaire pour les individus âgés[2],[3]

## Répartition
Observé uniquement dans le massif du mont Panié et du mont Colnett au nord-est de la Nouvelle-Calédonie, entre 1 300 et 1 600 m d’altitude.
Confiné dans une zone protégée et inaccessible.